# ウォーク・トゥ・リメンバー
『ウォーク・トゥ・リメンバー』（A Walk To Remember）は、2002年のアメリカ映画。主演はマンディ・ムーア。ニコラス・スパークスの同名小説（日本語タイトル『奇跡を信じて』）が原作。

## あらすじ
両親の離婚で母親シンシアと二人で暮らしているランドンは、日々を高校の不良グループと共に投げやりに生きている荒んだ男子高校生。一方、サリヴァン牧師の娘であるジェイミーは、いつも同じカーディガンを着て、天文や神の話をする、ちょっと地味なために周りから浮いている真面目な女子高生。接点の全くない2人だが、実は幼稚園からずっと同じクラスの顔見知り。しかし、これまでろくに口をきいたこともないような関係だった。そんな二人だったが、ランドンが仲間に友人を加えるためのテストで、友人を事故にあわせてしまい、学校から懲罰として福祉のボランティアを命じられ、お互いに出会い、チャリティの演劇によって惹かれ合い、愛し合うようになる。しかしジェイミーには周りに隠していた秘密があった。

## キャスト
※括弧内は日本語吹替
- ランドン・カーター - シェーン・ウェスト（伊藤健太郎）
- ジェイミー・サリヴァン - マンディ・ムーア（坂本真綾）
- シンシア・カーター - ダリル・ハンナ（山像かおり）
- サリヴァン牧師 - ピーター・コヨーテ（佐々木勝彦）
- ベリンダ - ローレン・ジャーマン   (甲斐田裕子)